# Analice Nicolau
Ana Alice Nicolau, más conocida como Analice Nicolau (Blumenau, 6 de septiembre de 1977), es una periodista y exmodelo brasileña.

## Carrera

### 1997–02: Modelo
En 1997, cuando aún vivía en Blumenau, fue invitada por un explorador de una agencia de modelos para realizar un test de pasarela y foto. Tras aprobada, pasó a realizar campañas publicitarias y desfiles en la Región Sur de Brasil. En 1998, participó del concurso de Miss Blumenau. Parte del dinero que ganaba modelando era donado a una entidad benéfica que su familia ayudaba.
Por su imagen lolita, fue comparada a la actriz húngara Cicciolina, ícono de la sensualidad mundial durante la década de 1980. En 2000, participó de las selectivas que elegirían a una modelo para convertirse en la nueva Playmate, en Estados Unidos, que tendría como madrina la actriz Pamela Anderson, pero acabó no conquistando la vaga.
En 2002, fue invitada para participar de la segunda edición del reality show Casa dos Artistas. Aún en 2002, lanzó la marca My Style Fitness, especializada en ropas deportivas, la cual debutó durante Santa Catarina Fashion Week, pero algunos meses después, Analice vendió la marca para dedicarse al periodismo.

### 2003–presente: Periodista
En 2003, firmó contrato con SBT tras ser invitada junto a Cynthia Benini por Silvio Santos para convertirse en presentadora de Jornal do SBT - 1ª Edição, versión más temprana del consolidado Jornal do SBT, que era exhibido a la medianoche. En 2005, Analice, aún junto a Cynthia, fueron movidas para SBT Notícias Breves, boletines periodísticos exhibidos cinco veces a lo largo de la mañana y la tarde con el resumen de las noticias del día, lo cual fue apodado de "Jornal das Pernas", una vez que las periodistas se quedaban en una bancada de vidrio vestidas con minifaldas - una idea del propio Silvio Santos para intentar turbinar la audiencia. El noticiero se quedó algunos meses en el aire debido a las críticas del formato.
En 2006, hizo la cobertura en directo de los Premios Globo de Oro.
En 2007, tras un período reestruturando su aparencia y empezando la faculdad de periodismo para conquistar más credibilidad, debuta como conductora de SBT Manhã, junto a Hermano Henning. En la ocasión, la prensa reveló que Analice fue acosada por reporteros de la emisora que visaban al cargo, por aún no ser graduada.
En 2008, fue invitada para presentar el noticiero policial Aqui Agora con César Filho y Luiz Bacci, conciliando las dos bancadas. Además de esto, durante diversas ocasiones, estuvo como conductora ocasional de Jornal do SBT y de SBT Brasil, cubriendo vacaciones y licencia de otros periodistas. El mayo de 2013, después de seis años como presentadora de SBT Manhã, pidió lejanía de la bancada tras ser diagnosticada con síndrome del pánico debido a la sobrecarga de trabajo. El 10 de septiembre, mismo en medio al tratamiento, fue dispensada de la emisora, pero dos semanas después, Silvio Santos mandó recontratarla al saber del ocurrido. Analice pidió una carga de trabajo más ligera mientras estaba en tratamiento y fue realocada para el Boletim Jornal do SBT, que entraba en el aire en los espacios comerciales de los programas del período nocturno con boletines de lo que iría pasar integralmente en el noticiero principal. En 2015, fue transferida para el pronóstico del tiempo de SBT Brasil.
En 2016, ya estabilizada del síndrome del pánico, asumió la bancada de Jornal do SBT, que en 2017, cambió su nombre para SBT Notícias. El noviembre de 2019, asumió SBT Brasil durante la licencia médica de Rachel Sheherazade, pero con el regreso de esta en diciembre, acabó dispensada de la emisora.
Desde 2021, es columnista de Jornal de Brasília.

## Vida personal
Analice es hija de una costurera y de un chófer. Durante la adolescencia, soñaba en ser atleta olímpica, pero nunca llegó a concretizar dicho sueño.
En 2003, Analice empezó a salir con el abogado y empresario Otávio Minoto, con quien vino a casarse en 2007. La pareja se separó en 2011 y no tuvo hijos.
En 2007, Analice ingresó en el curso de periodismo por Fundación Armando Álvares Penteado, graduándose en 2010.